# Gare de Lincel - Saint-Martin
Pour les articles homonymes, voir Gare de Saint-Martin.
La gare de Lincel - Saint-Martin, aujourd'hui fermée, était une gare française située sur la commune de Lincel puis Saint-Michel-l'Observatoire (après l'annexion par cette dernière) et à proximité de Saint-Martin-les-Eaux dans les Alpes-de-Haute-Provence.